# Otto Dypoldowic
Otto Dypoldowic (ur. między 1188 a 1190, zm. 1225) – prepozyt magdeburski, syn Dypolda II.
Około 1202–1203 studiował w Magdeburgu. W dniu 8 stycznia 1207 papież nadał mu prowizję na stanowisko prepozyta w kapitule magdeburskiej. W kapitule nastąpił jednak rozłam i stanowisko to objął Walter. Konflikt oparł się o Rzym i zakończył pomyślnie dla Ottona, który objął prepozyturę w latach 1211–1212. Urząd ten pełnił do śmierci.
W XIX-wiecznej polskiej literaturze historycznej niesłusznie uznawano Ottona za przedstawiciela dynastii Piastów. Uchodził za syna Władysława Laskonogiego. Oswald Balzer widział w nim syna Odona, księcia poznańskiego. Pogląd o przynależności Ottona do Piastów obalił w 1906 profesor Uniwersytetu Lwowskiego Stanisław Zakrzewski.